# Emmanuel Hocquard
Emmanuel Hocquard (* 11. April 1940 in Cannes; † 27. Januar 2019 in Mérilheu, Département Hautes-Pyrénées) war ein französischer Schriftsteller und Übersetzer.

## Leben
Hocquard wuchs in Tanger auf. Er war Mitbegründer und Herausgeber des kleinen Verlags Orange Export Ltd. (1973–1986) und gab mit Claude Royet-Journoud zwei wichtige Anthologien kontemporärer US-amerikanischer Poesie heraus. 21 + 1: Poètes américains d'aujourdhui mit der entsprechenden englischen Fassung 21+1: American Poets Today (1986) und 49 + 1 (1989). 1989 gründete Hocquard Un bureau sur l'Atlantique, eine Vereinigung, die die Verbindungen zwischen französischen und US-amerikanischen Dichtern fördert.
Hocquard hat neben Gedichten auch Essays und einen Roman geschrieben und übersetzte amerikanische und portugiesische Autoren wie Charles Reznikoff, Michael Palmer, Paul Auster, Benjamin Hollander, Antonio Cisneros und Fernando Pessoa ins Französische. Sein eigenes Werk wurde in Teilen von Rosmarie Waldrop ins Englische übersetzt und in den USA veröffentlicht. Mit Alexandre Delay machte er den Videofilm Le Voyage à Reykjavik. Er arbeitete auch mit Anne-Marie Albiach.
Er starb am 27. Januar 2019 78-jährig in Mérilheu.

## Werke
Monographien:
- Album d’images de la villa Harris, Hachette/POL, Paris 1978
- Les dernières nouvelles de l’expédition sont datées du 15 février 17.., Hachette/POL, Paris, 1979
- Une journée dans le détroit, Hachette/P.O.L, Paris, 1980
- Une ville ou une petite île, Hachette/P.O.L, Paris, 1981
- Aerea dans les forêts de Manhattan, POL, Paris, 1985. Prix France Culture
- Des nuages & des brouillards, Spectres Familiers, 1985
- mit Alexandre Delay: Le Modèle et son peintre, Villa Médicis, Rome, 1987
- Un privé à Tanger, POL, Paris, 1987
- La Bibliothèque de Trieste, Éditions Royaumont, Asnières sur Oise, 1988
- Le Cap de Bonne-Espérance, POL, Paris, 1989
- Deux étages avec terrasse et vue sur le détroit, Royaumont, Asnières sur Oise, 1989
- Les Elégies, POL, Paris, 1990
- Théorie des tables, POL, Paris, 1992
- Tout le monde se ressemble, POL, Paris, 1995
- Un test de solitude, POL, Paris, 1998
- Le Consul d’Islande, POL, Paris, 2000
- Ma haie, POL, Paris, 2001
- L'Invention du verre, POL, Paris, 2003
- Conditions de lumière, POL, Paris, 2007, ISBN 978-2-84682-205-3

Anthologien:
- mit Claude Royet-Journoud: 21+1 Poètes américains d'aujourd'hui, édition Delta, université de Montpellier, 1986
- mit Claude Royet-Journoud: 49+1 Nouveaux poètes américains, un bureau sur l'Atlantique, Royaumont, 1991